# برت استرن
برترام استرن (به انگلیسی: Bertram Stern) ‏ (زاده ۳ اکتبر ۱۹۲۹ – درگذشته ۲۶ ژوئن ۲۰۱۳)، عکاس پرتره و مد آمریکایی که عمدتاً برای عکس‌هایی که از هنرپیشه معروف آمریکایی مریلین مونرو انداخته بود شناخته می‌شد.

## زندگی‌نامه
برترام استرن در ۳ اکتبر ۱۹۲۹ در بروکلین، نیویورک به دنیا آمد
استرن سال‌ها در زمینه عکاسی تبلیغاتی نیز فعالیت داشت. او کار خود را با عکاسی برای ودکای اسمیرنوف آغاز کرد. وی عکاس فیلم لولیتا (۱۹۶۲) ساخته استنلی کوبریک نیز بود.
استرن در سال ۱۹۶۲ شش هفته پیش از مرگ مرلین مونرو، عکسهایی از وی در هتل بل ایر در لس آنجلس برای مجله ووگ گرفت که از مشهورترین عکس‌های این بازیگر است. وی در طول سه روزی که با مونرو بود بیش از دو هزار و پانصد عکس از او گرفت. مونرو در تعدادی از این عکس‌ها برهنه و نیمه برهنه بود که در آن سال‌ها مجله ووگ از چاپ آن‌ها سر باز زد. تعدادی از این عکسها نهایتاً ۲۰ سال بعد در سال ۱۹۸۲ در قالب کتابی با عنوان «آخرین نشست» (The Last Sitting) و تعدادی دیگر در کتاب دیگری بن نام (Marilyn Monroe: The Complete Last Sitting) در سال ۲۰۰۰ منتشر شد. ۳۶ عکس از مجموعه «آخرین نشست» در یک حراجی در نیویورک در سال ۲۰۰۸ به قیمت حدوداً ۱۵۰ هزار دلار فروخته شد.
او همچنین از چهره‌های سرشناس دیگری همچون ادری هپبورن، سوفیا لورن، ترومن کاپوتی، الیزابت تیلور و توییگی نیز عکاسی کرده بود.
شانا لامایستر (Shannah Laumeister)، فیلمساز ۴۳ آمریکایی دربارهٔ استرن می‌گوید: 
"عکس‌های او برای همیشه زنده خواهند ماند و نسل‌های بعدی را شگفت زده خواهند کرد. آثاری که دیگر فراتر از عکس هستند و اثری هنری به شمار می‌روند."
خانم لامایستر می‌گوید که وی در سال ۲۰۰۹ پنهانی با استرن ازداوج کرده، ایشان همچنین تأیید کرده‌است که او روز چهارشنبه ۲۶ ژوئن ۲۰۱۳ (میلادی) در ۸۳ سالگی در خانه‌اش در نیویورک درگذشته است. وی در روز جمعه به خاک سپرده شد.
وی از همسر اول خویش آلگرا کنت سه فرزند دارد